# Gregory Charles Bennet

Bischofswappen von Gregory Charles Bennet

Gregory Charles Bennet (* 7. April 1963 im Staat Victoria) ist ein australischer römisch-katholischer Geistlicher und Bischof von Sale.

## Leben
Gregory Charles Bennet besuchte die katholische Schule in Melbourne und das ökumenische Braemer College in Woodend. Anschließend war er bei der Commercial Bank of Australia angestellt. 1986 trat er in das Priesterseminar ein und studierte am Catholic Theological College in Melbourne. Im Jahr 1992 empfing er von Erzbischof Thomas Francis Little das Sakrament der Priesterweihe für das Erzbistum Melbourne.
Am Loyola College im US-amerikanischen Baltimore absolvierte er ein Masterstudium in pastoraler Beratung. 1998 studierte er an der Päpstlichen Universität Heiliger Thomas von Aquin in Rom und erwarb das Lizenziat in spiritueller Theologie. Von 2000 bis 2005 leitete er die Priesterseelsorge im Erzbistum Melbourne und von 2004 bis 2008 Direktor des erzbischöflichen Amts für die Evangelisierung. Von 2007 bis 2012 war er Pfarrer in North Baldwin und anschließend Generalvikar und Moderator der Diözesankurie. Papst Benedikt XVI. verlieh ihm am 9. März 2012 den Ehrentitel Päpstlicher Ehrenprälat. Neben dem Amt des Generalvikars war er unter anderem Leiter des erzbischöflichen Personalamts und Seelsorger des Parlaments des Bundesstaats Victoria. Vor seiner Ernennung zum Bischof war er zuletzt Pfarrer in West-Brunswick.
Papst Franziskus ernannte ihn am 27. Juni 2020 zum Bischof von Sale. Der Erzbischof von Melbourne, Peter Comensoli, spendete ihm am 8. Dezember desselben Jahres die Bischofsweihe. Mitkonsekratoren waren dessen Amtsvorgänger Denis Hart sowie der Erzbischof von Adelaide und  Bennets Vorgänger als Bischof von Sale, Patrick Michael O’Regan. Bennet ist Vorsitzender der bischöflichen Kommission für „Professional Standards & Safeguarding“. Er vertritt die Australische Katholische Bischofskonferenz (ACBC) in der Australian Catholic Safeguarding Ltd (ACSL).
Am 23. März 2023 ernannte ihn Papst Franziskus zum Mitglied des Dikasteriums für den Klerus.